# Фаддей Беллинсгаузен (судно)
Океанографическое исследовательское судно «Фаддей Беллинсгаузен» — построено по проекту 850 в городе Щецин на ССЗ «Сточня Щецинская им. Адольфа Варского» в 1965 году, заводской номер № 850/6.
Первый корабль, посетивший точку южного магнитного полюса

## Служба
Экспедиционное океанографическое судно «Фаддей Беллинсгаузен» носит имя первооткрывателя Антарктиды Ф. Ф. Беллинсгаузена.
Было шестым судном 850 проекта гидрографических исследовательских судов.
Было построено на ССЗ «Сточня Щецинская им. Адольфа Варского» (Щецин) 30 ноября 1965 года, заводской номер № 850/6.
Судно было включено в состав 176-го отдельного дивизиона океанографических исследовательских судов.
Исследование средиземноморского бассейна
ОИС "Фаддей Беллинсгаузен" было использовано для проведения военно-морской разведывательной операции в Средиземном море.
В начале мая 1967 года ОИС Фаддей Беллинсгаузен исследовало побережье Мраморного, Эгейского и восточной части Средиземного морей.
В качестве научного экипажа на судне находилась группа генералов, адмиралов и офицеров Генерального штаба, Одесского военного округа и Черноморского флота.
На материалах, собранных в этом походе, строилась стратегия оперативной подготовки войск, флота и авиации на Юго-Западном направлении.
После этого похода судно продолжало выполнять задачи в Средиземноморье.
Известно об аварийной ситуации 26 мая 1975 года на выходе из бухты Мерса-Матрух.
Экспедиция 1982—1983 годов
2 декабря 1982 года два океанографических исследовательских судна «Адмирал Владимирский» и «Фаддей Беллинсгаузен» отправились по маршруту русской антарктической экспедиции на шлюпах «Восток» и «Мирный» (1819—1821 годы).
Основной задачей экспедиции было исследование малоизученных районов океанов, которые примыкают к Антарктиде, получение данных новых и корректура имеющихся морских карт, лоций, пособий для плавания.
Имелась и политическая цель: повторение маршрута плавания на шлюпах «Восток» и «Мирный» должно было напомнить всему миру о приоритете России в открытии шестого континента планеты.
В ходе комплексных океанологических исследований были получены новые данные о рельефе дна, о температуре и солености морской воды, течениях, грунтах и метеорологических элементах.
Одним из самых серьёзных открытий стали результаты измерений так называемого циркумполярного течения.
Открыто 178 подводных гор и возвышенностей, уточнено положение 13 островов в Южном океане. Среди них острова Бофорта, Баунти, Антиподов, Бове, Франклина, Скотта, Петра I и другие. Было доказано отсутствие островов Терра-Нова.
Впервые определено положение Южного магнитного полюса после перемещения его с континента в море Д’Юрвиля, что имеет важное теоретическое и практическое значение. За 147 суток было пройдено более 33 тысяч миль, из них 13 тысяч во льдах и айсбергах, при этом «Адмирал Владимирский» в проливе Мак-Мердо достиг широты 78°15’ — самой южной точки, достигнутой отечественными судами. Завершилась антарктическая кругосветка 27 апреля 1983 года.
Окончание службы
В 1995 году ОИС Фаддей Беллинсгаузен было списано и продано частной украинской фирме.
- С 1995 по 2005 год использовалось в качестве грузо-пассажирского судна «Омега».[1]
- С октября 2005 года по 2012 год принадлежало Granada Logistics S.A., Anguilla и носило название Omega-G. Последний рейс из Ялты в Турцию был совершён 13 июня 2012 года.

21 июня был разделан на металл в Турции.